# 長野新幹線車両センター

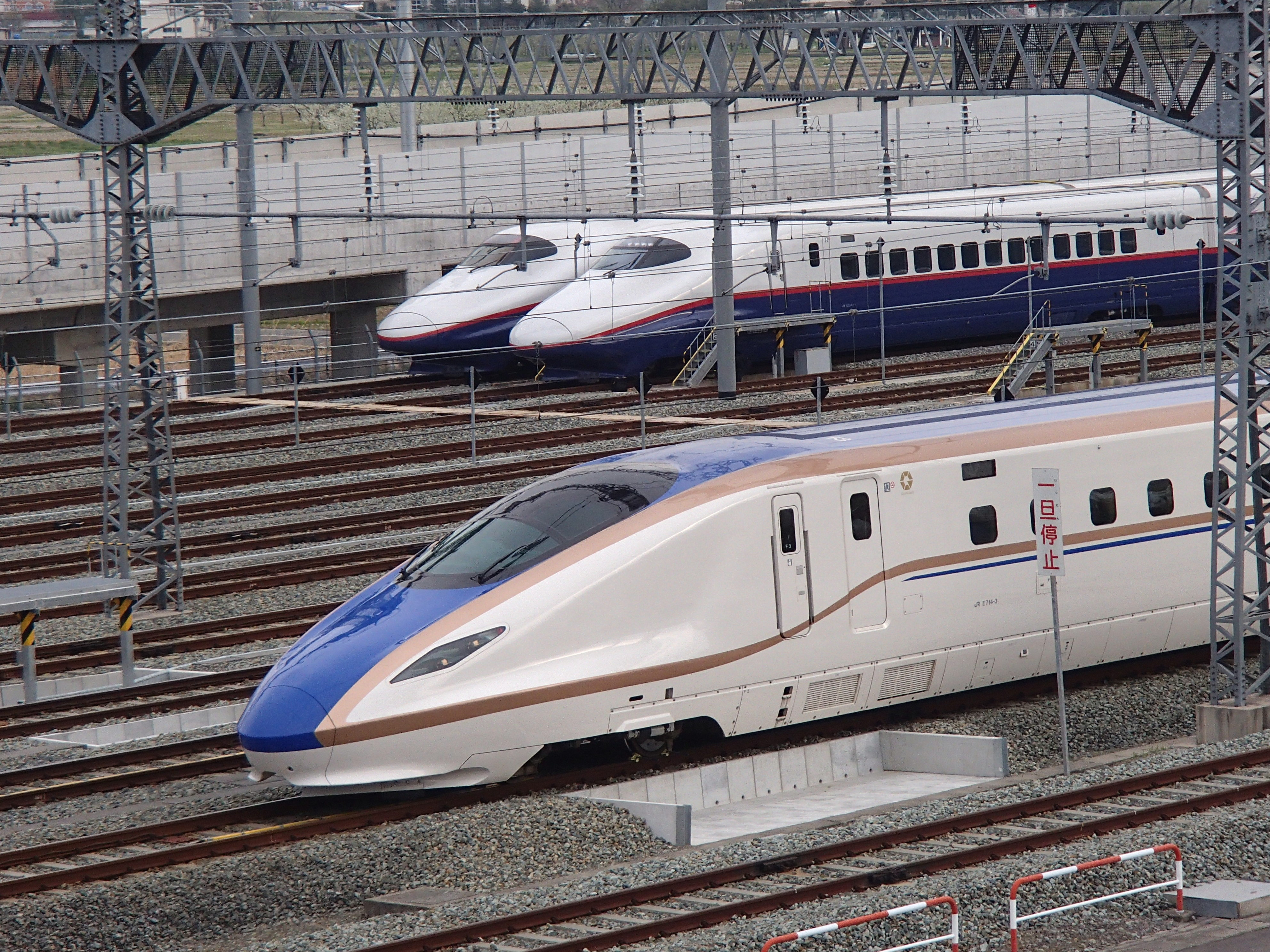
新幹線E2系（奥の2編成）およびE7系（手前）電車

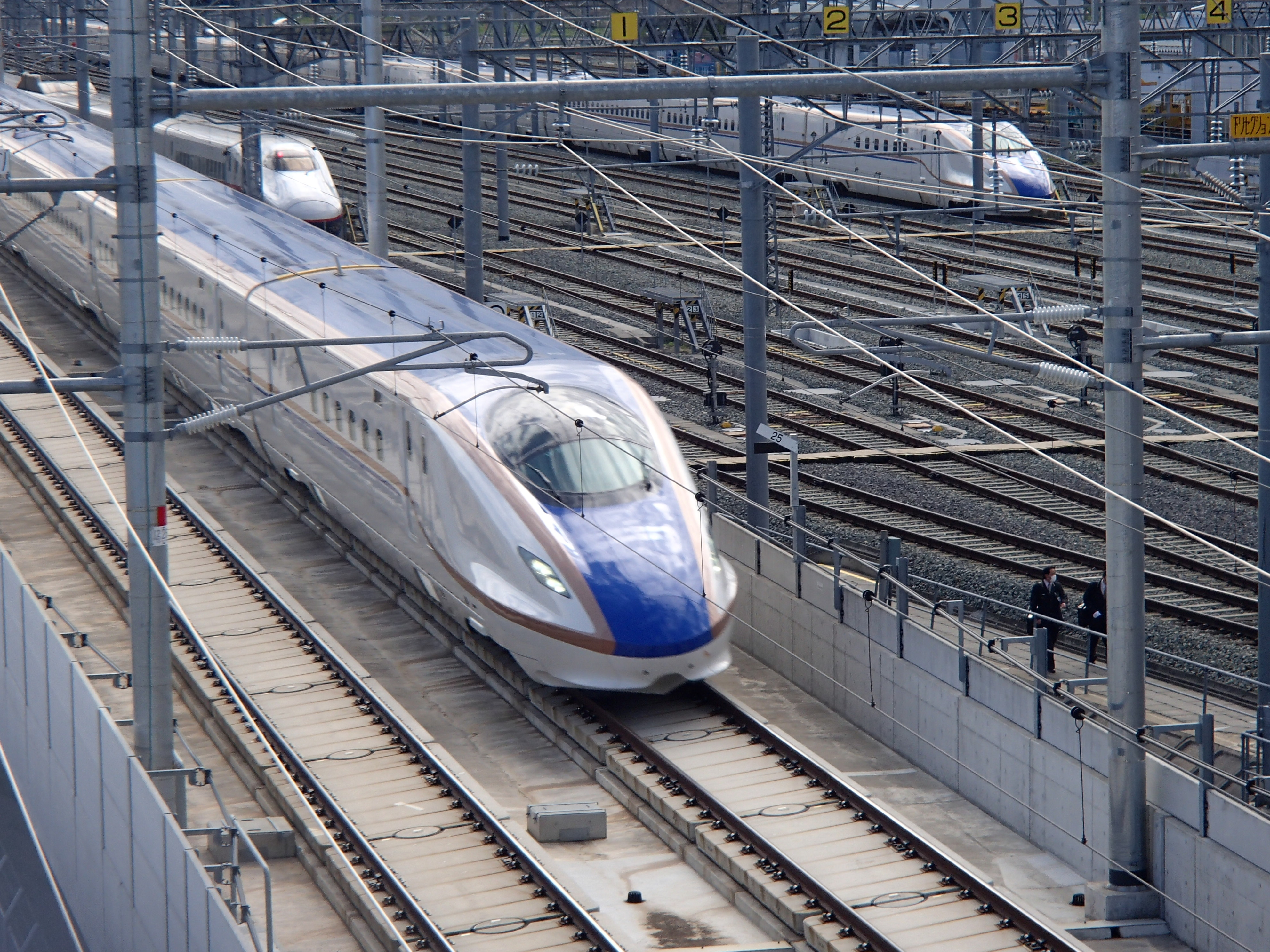
長野新幹線車両センター横の本線を走り抜けるはくたか563号

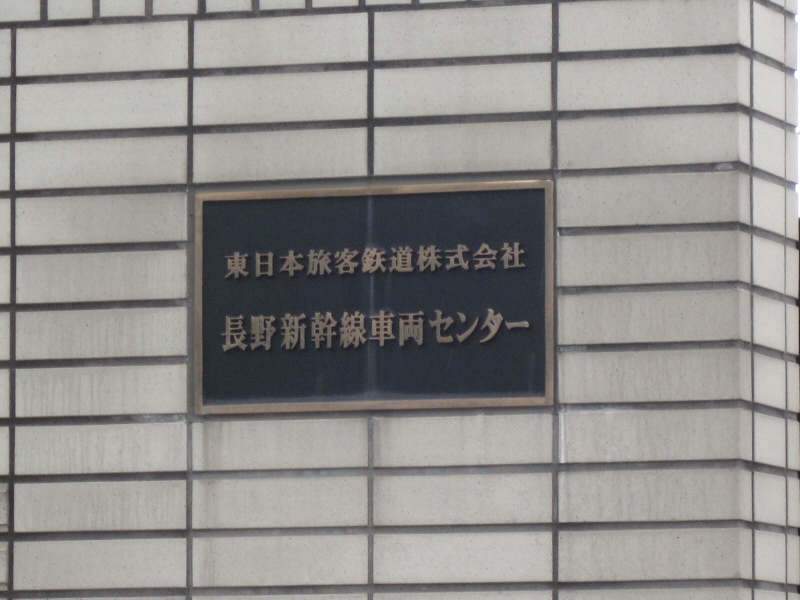
施設看板

長野新幹線車両センター（ながのしんかんせんしゃりょうセンター）は、長野県長野市赤沼にある東日本旅客鉄道（JR東日本）新幹線統括本部が管轄する新幹線の車両基地である。整備新幹線である北陸新幹線の施設として建設されたため、鉄道建設・運輸施設整備支援機構が保有し、JR東日本が賃借している。

## 概要
長野駅の北東約10 kmに位置し、同駅から北東約8 kmの地点で北陸新幹線本線より分岐している。最寄り駅は東日本旅客鉄道（JR東日本）飯山線・しなの鉄道北しなの線の豊野駅である。主な業務は仕業検査・交番検査、ATC特性検査、列車無線検査、臨時検査など。構内入換など一部の業務はJR長野鉄道サービスに委託している。
敷地は長さ約1.7 km、最大幅約100 mあり、敷地面積は約11万3000 m2（1998年 - 2015年当時）。構内には着発収容線が11線、12両編成に対応する仕業・交番検査線（仕業交番検査庫）3線、臨時修繕線（臨修庫）1線、車輪研削線（研削庫）1線がある。仕業交番検査庫の手前には車両洗浄機を1台設置する。基地の西側には保線車両の基地があり、保守用車留置線2線、バラスト積込線、ロングレール運搬車留置線、検修線・確認車留置線などがある。
北陸新幹線の金沢駅延伸開業の際には、検修設備をE2系の8両編成からE7系の12両編成へ対応させるため、着発収容線の停止目標と車両昇降台の追加、仕交検庫を約100 m延伸するなどの改良工事が行われた。

## 水害
付近一帯は歴史的に繰り返し水害に遭ってきた土地であり、当センター東に位置する赤沼交差点に地元農家が設置した「善光寺平洪水水位標」には過去の水害の浸水深が記されており、1742年8月の水害（戌の満水）の際には5.3 mの浸水を記録している。
当センターの建設にあたっては、1982年に長野県が作成した浸水被害実績図に基づいて浸水被害を想定し、2 mの盛土を施していた。一方で2019年8月に長野市が作成･配布した、1000年に一度程度の降雨を想定するハザードマップにおいては、当センター周辺の想定浸水深は最大10 m以上であった。
2019年（令和元年）の台風19号では千曲川の堤防決壊による浸水が盛土の高さを上回った。これにより、JR東日本のE7系12両編成8本およびJR西日本のW7系12両編成2本が浸水、床下機器の被害状況から廃車が決定された。
これによって生じた被害額は2社の保有車両合わせて120両で約150億円としている。また、JR東日本は変電所や信号機器など電気設備のかさ上げ、および検査庫建屋への止水板設置などの浸水対策を公表した。対策にかかる費用は約500億円と見込まれている。当センターでは、水害による被害が想定される場合には車両を高架線上に退避させるとしていたが、マニュアル化はされておらず、実際に退避も行われなかった。翌2020年5月には台風対策がマニュアル化され、同年9月には高架線上へ車両を退避させる実車訓練も行われた。
台風19号による水没被害に対し、2021年（令和3年）を目処に暫定復旧を目指した結果、2021年10月までに車両検修機能がほぼ復旧し、一般向けの基地公開などの行事も行われた。

## 歴史
- 1996年（平成8年）
  - 12月1日 -  長野新幹線運転所発足[5]。当時、現地施設は建設中であったため、長野新幹線運輸区を仮事務所として使用した[5]。
- 1997年（平成9年）
  - 2月18日 - 一部完成した車両基地内に仮事務所を設置[5]。開業に向けて本格的な準備作業が始まる[5]。
  - 5月8日 - 総合監査で入線した925形（旧・ドクターイエロー）S1編成で、初めての仕業検査を実施[5]。
  - 6月9日 - E2系N3編成で、初めての交番検査を実施[5]。
  - 10月1日 - 北陸新幹線長野 - 高崎間が先行開業、本格的な使用が開始される。
- 2004年（平成16年）
  - 4月1日 - 長野新幹線車両センターに改称。
- 2013年（平成25年）
  - 11月27日 - E7系最初の編成であるF1編成が落成、当車両センターに配置される。
- 2016年（平成28年）
  - 1月3日 - この日をもってE2系N編成の定期運用がなくなる。
- 2017年（平成29年）
  - 3月31日 - 臨時列車を含めたE2系N編成の運用が終了。
  - 6月1日 - E2系N編成として最後まで残ったN5編成が廃車になり、当車両センターにおけるE2系の配置がなくなる。
- 2019年（平成31年/令和元年）
  - 4月1日 - 新幹線統括本部発足に伴い、長野支社から同本部へ移管。
  - 10月13日 - 台風19号に伴う大雨で氾濫した千曲川の水が流入し、構内施設が浸水。留置線の北陸新幹線車両7編成と検査庫内の3編成あわせて10編成120両も浸水、うち2編成は脱線[22][23]。10編成すべてが廃車となる[24]。
  - 11月8日 - 被災車両の撤去作業が開始[25]。
- 2020年（令和2年）
  - 12月25日 - 仕業交番検査庫が復旧し、車両検査機能を回復[26]。
- 2021年（令和3年）
  - 2月3日 - 被災車両の解体が終了。
  - 5月 - 着発収容線が全線復旧[26]。

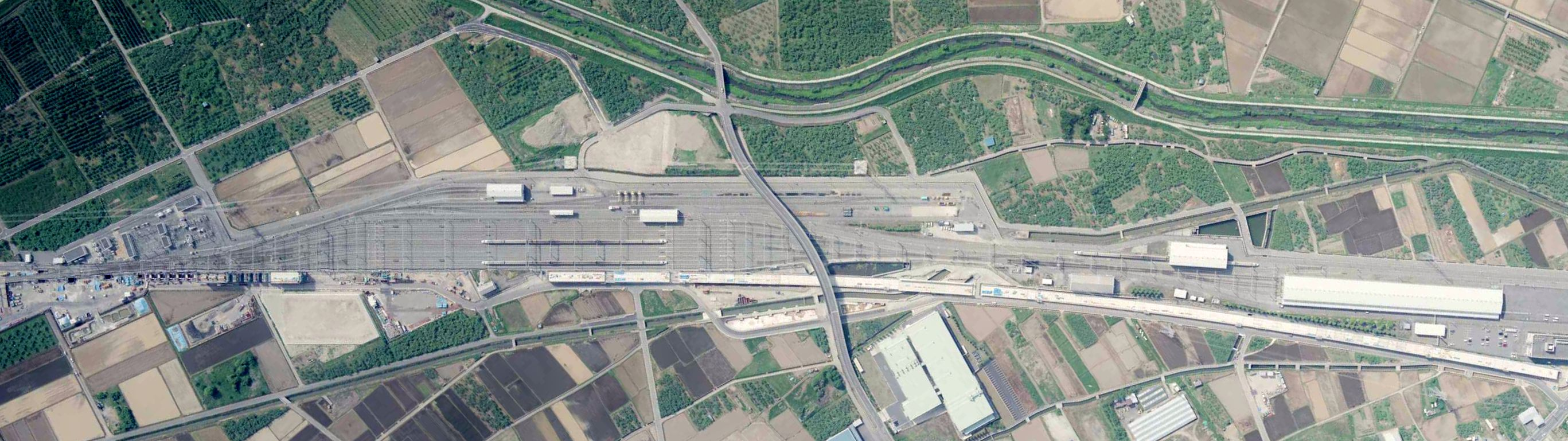
長野 - 金沢間開業前、2010年当時の車両センター（国土地理院）
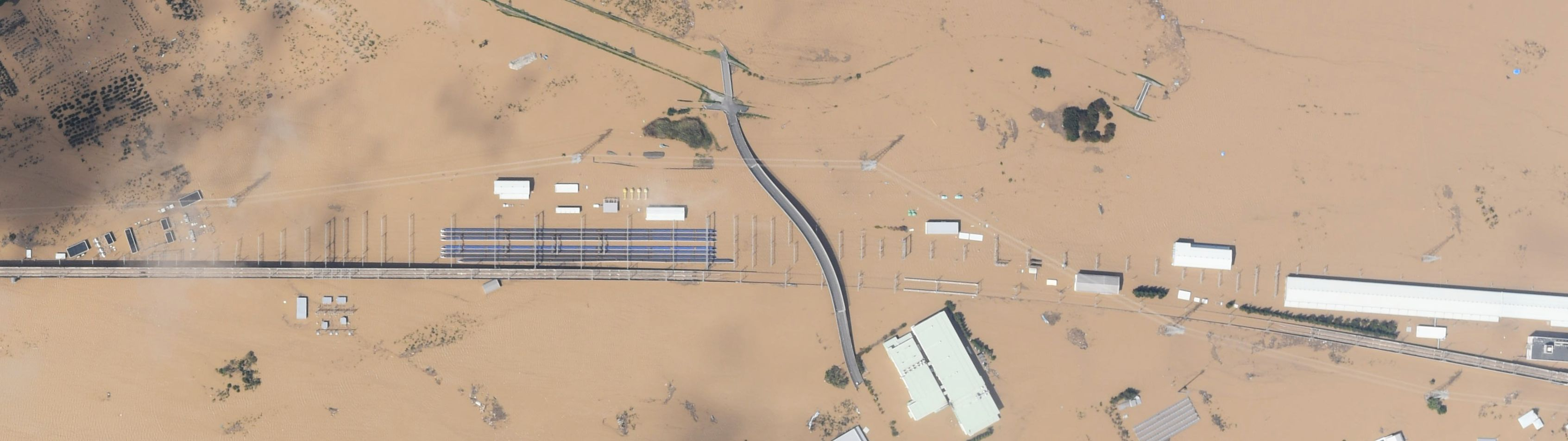
2019年10月13日、台風19号の影響で冠水した車両センター（同）
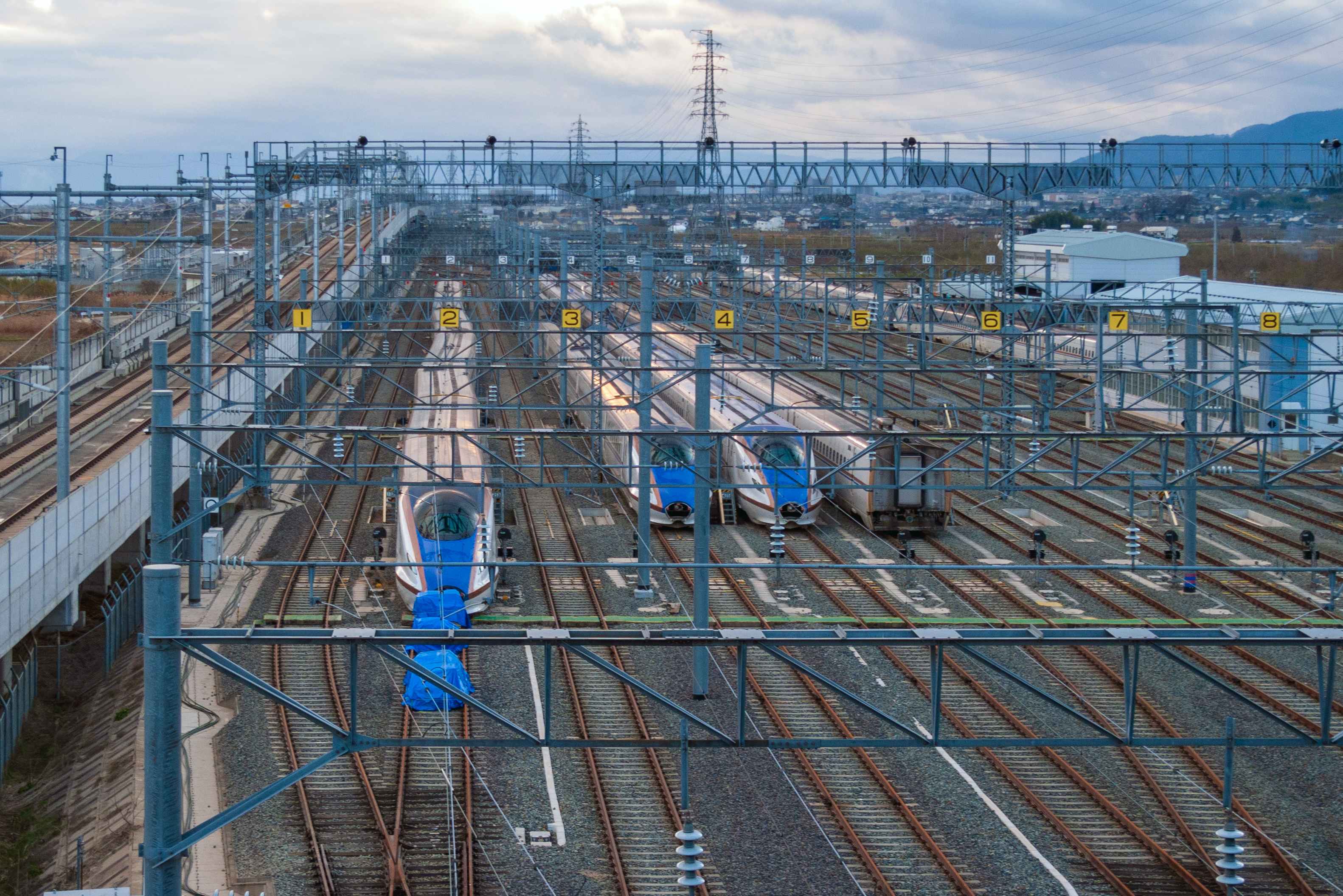
台風19号による浸水後、解体を待つ車両。一番左の編成は脱線したまま残されている

## 配置車両
車体に記される所属略号は「幹ナシ」で、新幹線を意味する「幹」、長野を意味する「ナ」、新幹線を意味する「シ」から構成される。新幹線統括本部発足までは長野支社管轄であったため、「長ナシ」であった。なお、長野新幹線運転所時代に使用していた「長ナノ」は、現在は長野総合車両センターが使用している。
2022年（令和4年）8月1日時点の配置車両は下記のとおりである。
E7系電車（228両）
12両編成19本（F3 - F6・F9・F11 - F13・F15・F17・F19・F40 - F47編成）が配置されている。
2015年の北陸新幹線金沢駅延伸開業に合わせて導入された新型車両で、2014年（平成26年）3月15日のダイヤ改正より「あさま」として営業運転が開始された。
運用範囲は上越新幹線東京駅〜越後湯沢駅間と北陸新幹線（高崎駅〜敦賀駅間）全線。
北陸新幹線「かがやき」「はくたか」「あさま」「つるぎ」の全列車、上越新幹線「たにがわ」で使用され、JR西日本白山総合車両所配置のW7系電車と一体的に運用されている。上越新幹線「とき」には原則として充当されない。
2019年の台風19号の浸水被害により、8編成96両（F1・F2・F7・F8・F10・F14・F16・F18編成）が廃車となった。
2021年1月1日付で5編成60両が新潟新幹線車両センターから転属し、2024年3月16日の敦賀駅延長後も北陸新幹線限定で運用されている。

### 過去の配置車両
E2系電車（112両）
1997年（平成9年）の北陸新幹線長野暫定開業に合わせてN1 - N13およびN21編成の全14編成が配置され、主に「あさま」として運用されていたがE7系の導入に伴い2014年より廃車が進み、2017年（平成29年）3月31日をもって運用が終了した。
かつてはJ編成と共通で運用されたが、2016年時点では他路線での運用は行われていなかった。
引退後は全車が解体され現存しない。